# Баленвије
Баленвије (фр. Ballainvilliers) насеље је и општина у северном делу централне Француске у региону Париски регион, у департману Есон која припада префектури Палесо.
По подацима из 2011. године у општини је живело 3.779 становника, а густина насељености је износила 942,39 становника/km². Општина се простире на површини од 4,01 km². Налази се на средњој надморској висини од 60 метара (максималној 106 m, а минималној 60 m).

## Демографија
| 1962. | 1968. | 1975. | 1982. | 1990. | 1999. | 2011. |
| ----- | ----- | ----- | ----- | ----- | ----- | ----- |
| 890   | 935   | 1.589 | 2.218 | 2.531 | 2.749 | 3.779 |

График промене броја становника у току последњих година